# Thế giới miền Tây (phim)
Thế giới miền Tây (tiếng Anh: Westworld) là một bộ phim khoa học viễn tưởng miền Tây rùng rợn do tiểu thuyết gia Michael Crichton đạo diễn và viết kịch bản nói về những con rô-bốt trong công viên giải trí gặp sự cố và bắt đầu giết hại du khách tới đây. Phim có sự tham gia của Yul Brynner vai Gunslinger, Richard Benjamin vai Peter Martin và James Brolin vai John Blane.